# Battaglia di Jalula
La battaglia di Jalula (in arabo معركة جلولاء‎?, Maʿrakat Jalūlāʾ) fu combattuta tra l'Impero sasanide e il Califfato dei Rashidun, immediatamente dopo la conquista di Ctesifonte del 637.

## Preludio
Dopo la presa della capitale sasanide, numerosi distaccamenti di guerrieri furono inviati a ovest per conquistare Qarqisya e Hīt, i forti alla frontiera persiana con l'Impero bizantino.

Diversi forti contingenti persiani erano tuttavia attivi a NE di Ctesifonte, a Jalula, e a nord del Tigri, a Tikrit e a Mosul. La principale minaccia fra tutte era proprio il concentramento sasanide a Jalūlā. 

Qui infatti si erano concentrate le forze sasanidi dopo essersi ritirate da Ctesifonte. Jalula era un posto di grande significato strategico, da cui si dipartivano le strade per l'Iraq, il Khurasan e l'Azerbaigian. Le forze persiane - che si aspettavano un attacco musulmano a Jalūlā - erano comandate dal generale Mihran. Il suo vice era il generale Khurrazad, un fratello del generale Rostam Farrokhzād, che aveva comandato i soldati persiani e le forze ad essi alleati nella infausta battaglia di al-Qādisiyya. 

In base alle disposizioni impartite dal califfo ʿUmar, Saʿd b. Abī Waqqāṣ gli riferì ogni cosa e il califfo decise allora che per prima cosa fosse attaccata Jalūlā. Il suo piano era quello di sgomberare la strada verso nord prima di qualsiasi azione decisiva contro Tikrit e Mosul. ʿUmar nominò allora Hāshim b. ʿUtba b. Abī Waqqāṣ, nipote di Saʿd, comandante della spedizione contro Jalula. Verso l'aprile del 637, Hāshim si mise in marca alla testa di 12000 uomini da Ctesifonte e sbaragliò i Sasanidi persiani a Jalūlā, ponendo quella città sotto assedio fino alla sua resa sette mesi più tardi e al consueto pagamento della jizya.

## Teatro delle operazioni
A Jalula, i fianchi dei Persiani, come quelli degli Arabi, si appoggiavano a ostacoli naturali: il fiume Diyala a est e il terreno rotto a ovest. Quest'ultimo era inagibile per le cavallerie degli Arabi e difficoltoso per un ordinato movimento delle loro fanterie, che avrebbero esposto se stesse alla potenza offensiva persiana.

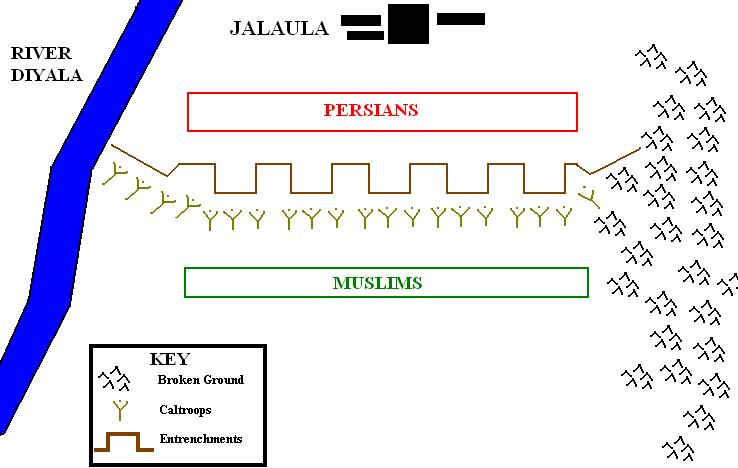
Disposizione della battaglia

.

## Piani dei contendenti
Il comandante sasanide Mihran era un veterano che aveva combattuto gli Arabi musulmani a Qādisiyya e conosceva bene le loro tattiche. Fece scavare una trincea e posizionò di fronte a loro ordigni atti a rallentarne l'avanzata. Le truppe persiane miravano a sbarrare il movimento musulmano, consentendo loro di lanciare un attacco frontale che li esponesse agli arcieri sasanidi e alle loro macchine d'assedio con le relative armi offensive. Gli impedimenti piazzati di fronte al nemico avevano infatti il preciso scopo di rallentare o intralciare la velocità dei cavalieri e dei fanti arabi. Mihran dispiegò il suo esercito secondo la classica formazione difensiva, con l'intento di lanciare un attacco quando i musulmani avessero sofferto abbastanza perdite e il nucleo del loro schieramento fosse stato sgominato.
Hāshim, invece, raggiungendo il campo di battaglia, capì che i Persiani non avrebbero potuto essere attaccati sui fianchi causa degli ostacoli naturali del terreno e che, aggredendoli frontalmente, sarebbe costato caramente in termini di perdite. Decise quindi di attirare i Persiani lontano dalle loro difese tanto ben organizzate e programmò di scatenare un attacco frontale, per compiere poi un finto arretramento. Non va dimenticato che questa tattica era stata brillantemente eseguita dal suo antico comandante, Khalid ibn al-Walid, che aveva colto una brillante vittoria a Uḥud, reiterata poi ad Ajnādayn. La tattica che si ripropose di attuare gli avrebbe consentito d'impadronirsi abbastanza agevolmente del ponte sul Diyālā, tagliando al nemico la sua possibile via di fuga.

## Battaglia
La battaglia cominciò con l'attacco frontale musulmano. Dopo aver impegnato combattimento per qualche tempo, gli Arabi finsero una ritirata in modo disciplinato, secondo le direttive del loro comandante.

Mihran, pensando che fosse giunto il momento per lanciare la sua offensiva, ordinò di oltrepassare le trincee. Una volta che le forze persiane raggiunsero la disposizione prevista, ordinò allora l'attacco generale.
 
Fino a quel momento la battaglia si era sviluppata secondo i rispettivi piani dei comandanti. Una volta che Mihran ebbe impegnato le sue forze in un aperto scontro campale, Hāshim decise di arrestare la sua manovra. Inviò un forte contingente di cavalleria al comando di uno dei suoi migliori comandanti, Qaʿqāʿ b. ʿAmr, perché conquistasse il ponte, dietro i trinceramenti persiani. Il ponte non era sorvegliato convenientemente, in quanto quasi tutti i Persiani erano stati gettati nella battaglia.

Qaʿqāʿ aggirò rapidamente il fianco destro sasanide e conquistò il ponte alle loro spalle. Le notizie sulla presenza di un possente contingente a cavallo alle loro spalle demoralizzò sensibilmente i Persiani.
Hāshim scatenò allora un violento attacco frontale con i guerrieri musulmani appiedati, mentre Qaʿqaʿ colpiva alle spalle i Persiani con la sua cavalleria. Le truppe sasanidi erano in trappola, schiacciate tra fanti e cavalieri nemici, e le barriere naturali del campo di battaglia. Ciò nonostante, migliaia di combattenti persiani tentarono di prendere la fuga e raggiungere le piazzeforti di Jalula.

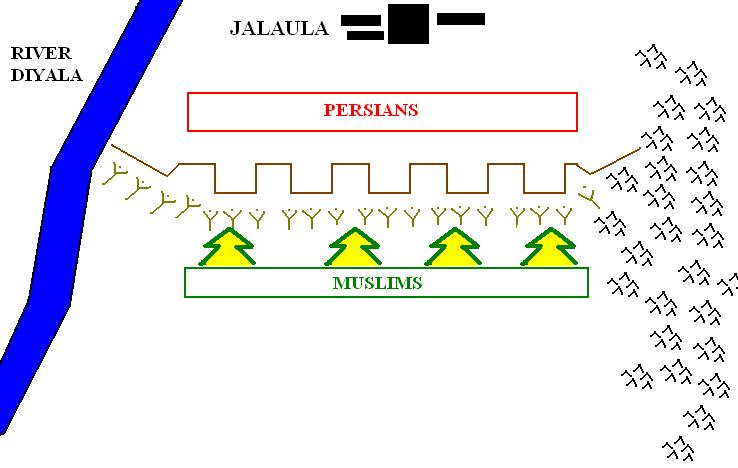
La finta ritirata musulmana
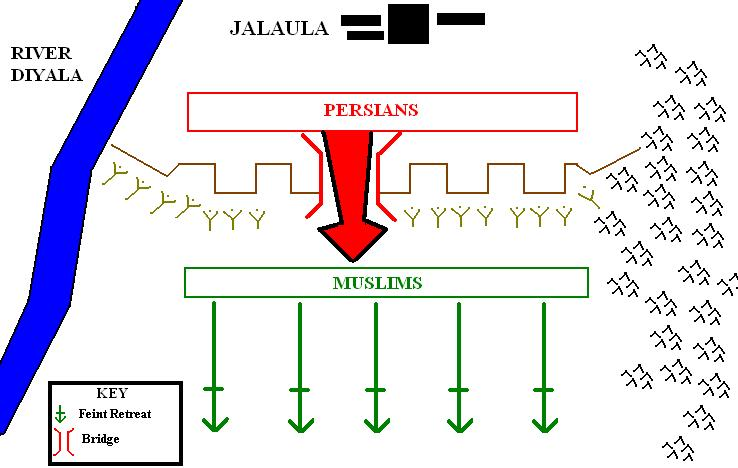
Offensiva persiana
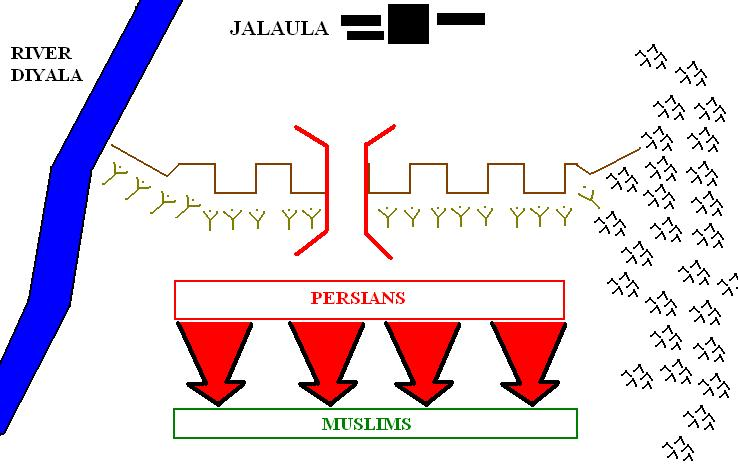
Mischia generale
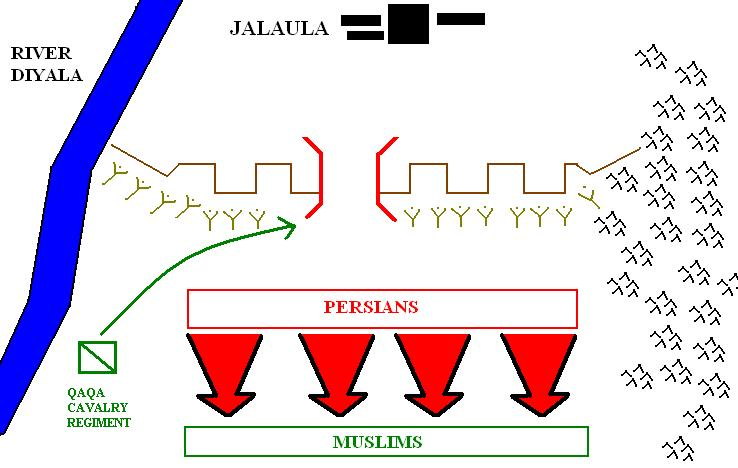
Manovra di fianco di Qaʿqāʿ.

## Conseguenze
I Persiani soffrirono pesanti perdite e la battaglia si concluse con una netta vittoria musulmana. Dopo la battaglia, Hāshim pose l'assedio a Jalūlāʾ.
L'imperatore sasanide Yazdegerd III non era in condizioni per inviare una forza di soccorso a Jalūlāʾ e le piazzeforti si arresero agli Arabi musulmani sette mesi più tardi, accettando di versare annualmente la jizya ai vincitori. Dopo la conquista di Jalūlāʾ, i musulmani presero anche Tikrit e Mosul, completando la loro conquista dell'Iraq.

Dopo l'assoggettamento della regione a ovest dei monti Zagros, ʿOmar ibn al-Khaṭṭāb decise di consolidare tali territori e non spinse oltre il movimento dio conquista. Si trovava quindi sulla difensiva quando importanti incursione persiane in Iraq lo convinsero a operare nuove azioni belliche su vasta scala per la conquista islamica della Persia.